# Barycz (Przemyśl)
Pour les articles homonymes, voir Barycz.
Barycz est une localité polonaise de la gmina de Stubno, située dans le powiat de Przemyśl en voïvodie des Basses-Carpates.